# Himlen er vores grænse - kvinder i Pakistan
Himlen er vores grænse - kvinder i Pakistan er en film instrueret af Elisabeth Rygård efter eget manuskript.

## Handling
Sociologen Ferida Sher er aktiv i kampen for kvinders rettigheder, i Pakistan og på internationalt plan. Hun er initiativtager til Simorg, forlag og aktivistcenter, og med udgangspunkt i centrets arbejde tegnes i denne dokumentarfilm en række portrætter af modige kvinder: en socialrådgiver, en litteraturprofessor, en landsbyjordemor, en danser og mange andre. De fokuserer i deres arbejde på den undertrykkelse, som kvinder udsættes for, men formår samtidig at fastholde de rigdomme, der findes i den pakistanske kultur.